# Florian Desprez
Pour les articles homonymes, voir Desprez.
Florian Jules Félix Desprez, né le 14 avril 1807 à Ostricourt et mort le 21 janvier 1895 à Toulouse, est évêque de Saint-Denis de La Réunion puis de Limoges, archevêque de Toulouse, cardinal français de l'Église catholique.

## Biographie
Il est ordonné prêtre à 22 ans le 19 décembre 1829 à Cambrai. 
Lorsqu'il transforme l'ancienne préfecture apostolique en siège épiscopal le 22 juin 1850, Pie IX le nomme premier évêque de Saint-Denis de La Réunion, alors qu'il était curé-doyen de Roubaix. Il est consacré le 5 janvier 1851 par René-François Régnier, archevêque de Cambrai.
Le 4 février 1857 il est transféré à Limoges. Puis le 30 juillet 1859, il est nommé archevêque de Toulouse. Il est en 1869-1870 un des pères du concile Vatican I.
En 1879, il est créé cardinal par Léon XIII au titre des santi Marcellino e Pietro rattaché à l'église Santi Marcellino e Pietro al Laterano.

## Décoration
- Officier de la Légion d'honneur (1er août 1868[3])

## Distinction
- Membre de l'Académie des Jeux floraux, fauteuil no 16 (1860)[4]

## Armes et sépulture
Coupé cousu : au 1er de sinople, à l'ancre d'argent ; au 2e de gueules, à la croix d'or tréflée, parti : d'azur, aux lettres A et M d'or entrelacées.

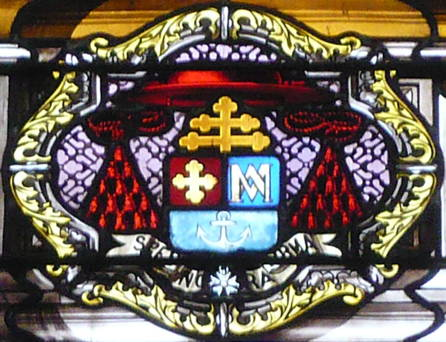
Blason sur un vitrail de la cathédrale de Toulouse
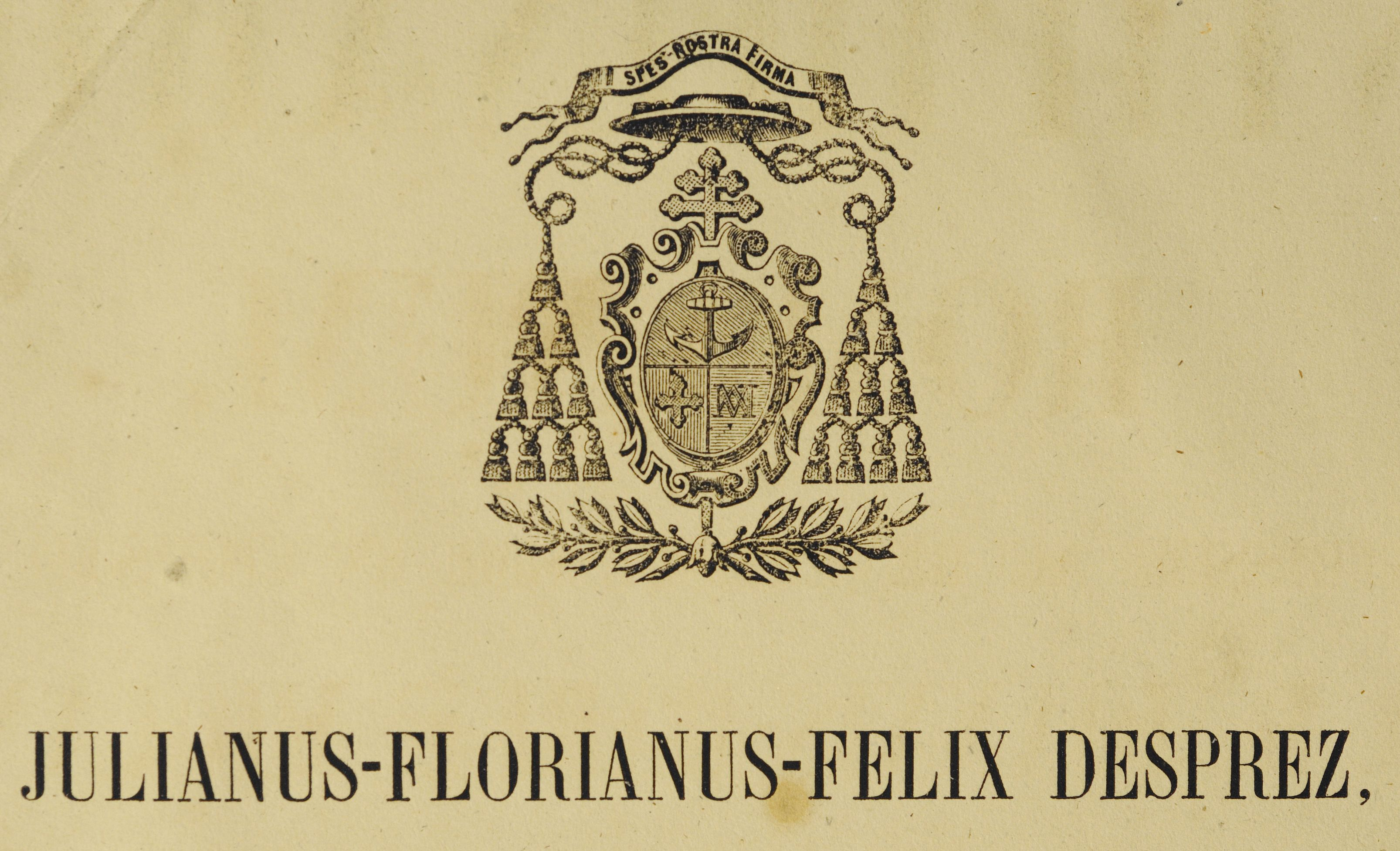
Armes sur un antiphonaire édité en 1859
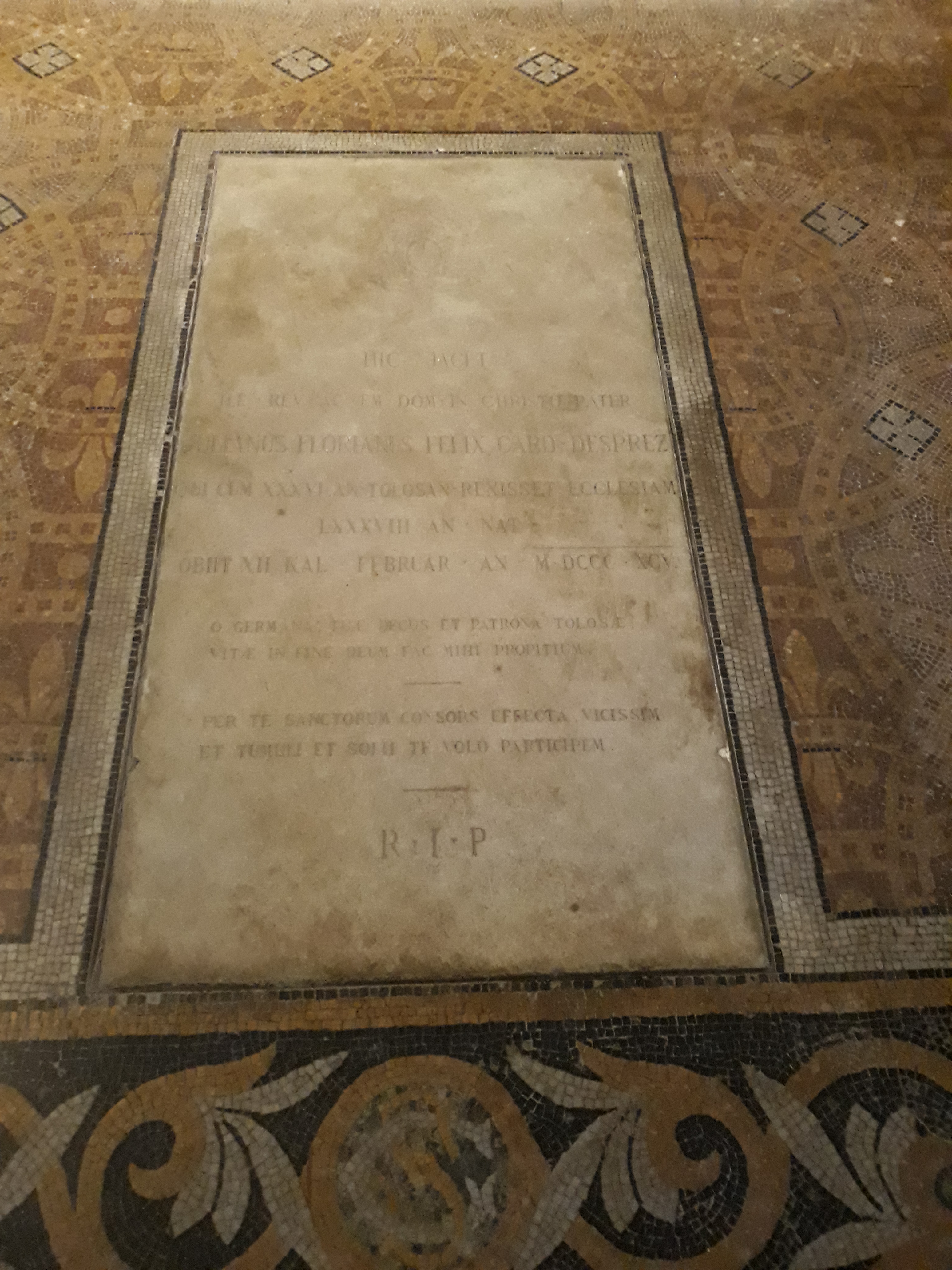
Sépulture en la cathédrale Saint-Étienne de Toulouse